# يانغ تشين (آلة موسيقية)

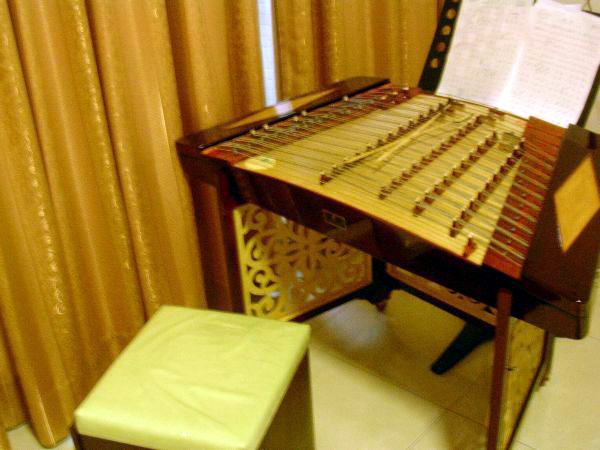
يانغ تشين

يانغ تشين هي آلة وترية نقرية منتشرة في الصين صوتها جلي وواضح، وقوي التعبير. ويمكن عزفها في عزف منفرد أو جماعي أو لمصاحبة الغناء والأوبرا، وتحتل مكانة هامة في موسيقى العزف الجماعي على الآلات الموسيقية الشعبية والأوكسترا القومية. تصنع آلة يانغ تشين من الخشب بشكل رئيسي، وشكل جسمها على هيئة فراشة، لذا يسميها بعض الناس ب«آلة الفراشة». وتتنوع فنون العزف على آلة يانغ تشين، وتختلف أصواتها. وتناسب آلة يانغ تشين عزف الألحان السريعة الإيقاع، وتجيد التعبير عن مشاعر الفرح والحيوية والسعادة. وقد انتشرت آلة يانغ تشين في الصين لأكثر من 400 سنة.